# 韦村
韦村（法語：Vez，法語發音：[ve]）是法国瓦兹省的一个市镇，属于桑利斯区。

## 地理
韦村（49°15'50"N, 3°0'9"E）面积10.88 平方千米，位于法国上法蘭西大區瓦兹省，该省份为法国北部内陆省份，北起索姆省，西接厄尔省和滨海塞纳省，南至塞纳-马恩省和瓦兹河谷省，东临埃纳省。
与韦村接壤的市镇（或旧市镇、城区）包括：阿拉蒙、欧通讷河畔拉尔尼、瓦卢瓦地区博讷伊、埃梅维尔、吕西-贝蒙、沃谢讷、沃穆瓦斯。
韦村的时区为UTC+01:00、UTC+02:00（夏令时）。

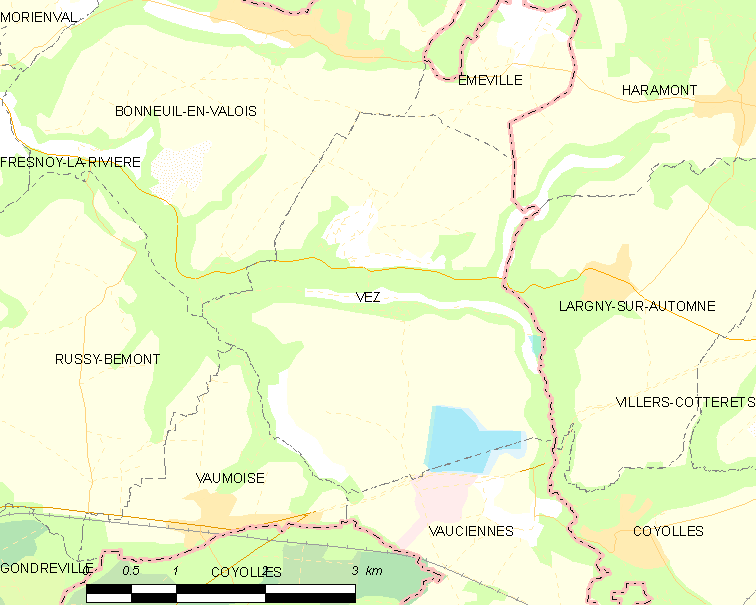
韦村的OSM定位图

## 行政
韦村的邮政编码为60117，INSEE市镇编码为60672。

## 政治
韦村所属的省级选区为瓦卢瓦地区克雷皮县。

## 人口

1962-2008年间韦村人口变化图示

韦村于2022年1月1日时的人口数量为280人。